# Guy Scott
Guy Lindsay Scott , född 1944, är en zambiansk politiker tillhörande (sedan 2001) partiet Patriotic Front. Han var jordbruksminister 1991-1996, och utsågs till vicepresident 2011. När president Michael Sata dog i oktober 2014, blev Scott tillförordnad president tills Edgar Lungu i januari 2015 tog över efter att ha vunnit ett nyutlyst presidentval. På grund av sina föräldrars brittiska ursprung var Scott konstitutionellt förhindrad att själv väljas till president; bestämmelsen har dock ifrågasatts, och infördes främst för att landets långvarige ledare Kenneth Kaunda, vars far är född i nuvarande Malawi, inte skulle kunna ställa upp till omval 1996. 